# Камјанске
Камјанске (укр. Кам'янське, рус. Каменское), град је у источном делу Украјине, у Дњепропетровској области. Представља важан индустријски центар у тој области и у њему се налази лука на реци Дњепар. Према процени из 2012. у граду је живело 242.646 становника.

## Историја
Први писани докази о постојању насеља на територији Камјанска сежу у 1750. годину. У то време, села Романково и Камијанске, које чине данашњи део града, су биле део административног центра Запорошких Козака. Град се звао Камијански све до 1936. године, када је преименован у част на Феликса Дзержинског, који је основао совјетску тајну полицију. Совјетски лидер Леонид Брежњев је рођен и одрастао у Камјанску (Дњепродзержинску).

## Култура
Више православних цркава, уз највећу Цркву Светог Николе која је изграђена 1894, се налазе у граду. Године 2008. било је 14 парохија Украјинске православне цркве у Камјанску. Католичка црква Светог Николе, која су Пољаци изградили крајем 19. века је постала један од центара римокатоличке цркве у источној Украјини. У склопу цркве и манастир кога воде Капуцинери. У граду живи и Јеврејска заједница која има нову синагогу.

## Економија
Економија града се у већем делу заснива на тешкој индустрији. Најразвијенији сектор је металургија. Око 57 посто укупне производње чине производи металургије и металне индустрије. На другом месту са 17 посто је хемијска индустрија. Висока индустријска развијеност града обезбеђује ниску незапосленост (1,4 посто по незваничним подацима из 2007. године), али и проузрокује високу загађеност и радиоактивност области.

## Становништво
Према процени, у граду је 2012. живело 242.646 становника.
| 1979.   | 1989.   | 2001.   | 2012.   |
| ------- | ------- | ------- | ------- |
| 250.120 | 281.925 | 255.841 | 242.646 |

Однос између мушкараца и жена, према подацима из 2001. године је 44,9 % мушкараца према 55,1 % жена. Радно способних је 62,1 %, младих 13,5 %, а пензионера 24,4 %. По националности је следећа подела:
- Украјинци - 214.759
- Руси - 41.080
- Белоруси - 1 883
- Јевреји - 588

## Градови побратими
- Кјелце, Пољска
- Бабрујск, Белорусија
- Химки, Русија
- Темиртау, Казахстан
- Алчевск, Украјина

## Галерија
- Музеј
- Мост преко реке Дњепар
- Трамвај у Камјанску